# Sonia Pulido
Sonia Pulido Flores (Barcelona, 1973) es una ilustradora, dibujante de historietas y grabadora española.  

## Biografía
Licenciada en Bellas Artes en la especialidad de grabado y estampación, Sonia Pulido obtuvo en 1996 el primer premio en un concurso de ilustración organizado por su Universidad.
Inició su carrera realizando ilustraciones para El País Semanal, Mujer 21, Rockdelux, Stripburger o Tretzevents e historietas breves, con su propio guion, para Dos veces breve, NSLM o Tos. 
En 2002 obtuvo el Certamen de Ilustración del Injuve.
Su primera historieta larga fue Puede que esta vez (Sinsentido), donde plasmó un guion de Xavi Doménech inspirado en la canción Maybe this time de Cabaret.
En julio de 2006 inauguró su propio blog con el título de El diario visual de Sonia Pulido.
En 2008 pidió a su admirado Pere Joan un guion que pudiera realizar, dando como resultado Duelo de caracoles, publicado dos años después por Editorial Sinsentido.
Entretanto, participó en exposiciones, como la colectiva Sin nosotras en el Espacio Sins Entido, junto a Rachel Deville, Lola Lorente y Catel Muller, a principios de 2008, y en la individual Sonia Pulido. Separar por colores en el marco del Encuentro del Cómic y la Ilustración de Sevilla de 2009.
Es la autora del cartel de las Fiestas de la Merced 2018 en el que muestra una gran Merced con capa de superheroína que acoge bajo ella a numerosas personas celebrando la fiesta.

## Premios
- 2020: Premio Nacional de Ilustración 2020.